# Arruns (fils de Tarquin le Superbe)
Pour les articles homonymes, voir Arruns.
Arruns Tarquinius est un des trois fils de Tarquin le Superbe, septième et dernier roi de Rome.

## Histoire
Il fait partie de l'expédition à Delphes avec son frère Titus et Lucius Junius Brutus, qui renverse peu après la monarchie romaine à la suite du viol de Lucrèce par le dernier des trois frères, Sextus Tarquin. Il est chassé de Rome avec toute sa famille. S'étant rencontré dans un combat avec Lucius Junius Brutus, ils se précipitent l'un sur l'autre avec tant de fureur qu'ils se tuent mutuellement en 509 av. J.-C.

## Sources